# Descartesovo pravilo predznaka
Descartesovo pravilo predznaka je teorem u algebri koji kaže da je broj pozitivnih korijena ili nultočaka polinoma (brojeći višestrukost) {\displaystyle P(x)=a_{n}x^{n}+a_{n-1}x^{n-1}+...+a_{1}x+a_{0}} manji ili jednak broju promjena predznaka
koeficijenata {\displaystyle a_{n},...,a_{0}} polinoma {\displaystyle P(x).} Drugi dio teorema kaže da su ta dva cijela broja iste parnosti.
Na primjer, predznaci koeficijenata polinoma {\displaystyle P(x)=x^{4}+2x^{3}-x^{2}+1} redom su (+, +, −, +). U nizu su dvije promjene predznaka, pa prema Descartesovom pravilu polinom ima najviše 2 pozitivna korijena. Zbog drugoga dijela teorema polinom ne može imati samo jedan pozitivan korijen, ali može biti bez ijednoga.
Ovaj teorem je nazvan po slavnom francuskom matematičaru i filozofu Renéu Descartesu koji ga je prvi zapisao u svom djelu La Géométrie davne 1637.
Teorem se može koristiti i za broj negativnih korijena polinoma {\displaystyle P(x)} jer je taj broj jednak broju pozitivnih korijena polinoma {\displaystyle P(-x).}

## Dokaz indukcijom
Descartesovo pravilo ćemo ovdje geometrijski dokazati metodom matematičke indukcije.
Pretpostavimo, bez smanjenja općenitosti, da je vodeći koeficijent {\displaystyle a_{n}x_{n}} polinoma {\displaystyle P(x)=a_{n}x^{n}+a_{n-1}x^{n-1}+...+a_{1}x+a_{0}} pozitivan. 
Uočimo da ako je {\displaystyle a_{0}=P(0)=0} možemo izlučivati {\displaystyle x} iz {\displaystyle P(x)} sve dok ne dođemo do polinoma oblika {\displaystyle P(x)=x^{p}R(x),p\in \mathbb {N} } gdje je {\displaystyle R(x)} polinom kojemu slobodni član nije jednak nuli. Ovaj postupak nije moguće napraviti samo ako je izvorni polinom u obliku {\displaystyle P(x)=a_{n}x^{n}.} Primjerice, možemo računati {\displaystyle x^{4}+2x^{3}-x^{2}=xx(x^{2}+2x-1).}
Uzimo sada opet opći polinom {\displaystyle P(x)=a_{n}x^{n}+...+a_{1}x+a_{0},} uz {\displaystyle a_{n}>0,a_{0}\neq 0}. Ako je {\displaystyle a_{0}=P(0)>0} broj promjena predznaka je paran jer bismo imali (+, ..., +). S druge strane, za dovoljno veliki {\displaystyle x_{0}} vrijedi {\displaystyle P(x_{0}+\alpha )>0,\forall \alpha \geq 0} (slijedi iz svojstva injektivnosti i neprekidnosti polinomne funkcije i iz činjenice da je član  
{\displaystyle a_{n}x^{n}>0} za dovoljno veliki {\displaystyle x_{0}} dominantan nad ostalim članovima). Kako su {\displaystyle P(0)=a_{0},P(x_{0})>0} slijedi da će {\displaystyle P(x)} siječi apscisnu ili x-os u intervalu {\displaystyle [0,x_{0}]} paran broj puta (tj. broj nultočaka je paran).
Ako je pak {\displaystyle a_{0}<0} broj promjena predznaka bi bio neparan jer bismo imali (+, ..., -) i iz {\displaystyle P(0)=a_{0}<0,P(x_{0})>0} analogno bi slijedilo da postoji dovoljno veliki {\displaystyle x_{0}'} za koji je {\displaystyle P(x+\alpha ')>0,\forall \alpha '\geq 0} pa bi taj graf sijekao x-os neparan broj puta (tj. broj nultočaka je neparan).
Treba napomenuti da ovo vrijedi i ako polinom ima višestruke korijene. Naime, ako neki polinom ima {\displaystyle s}-terostruki korijen {\displaystyle x=r} možemo ga napisati kao {\displaystyle P(x)=r^{s}Q(x)}. Ako je {\displaystyle s=2l,l\in \mathbb {N} } njegov graf dodiruje točku {\displaystyle (r,0)} lokalno u približnom obliku parabole, tj. slova "U", što ne mijenja parnost broja presjeka polinoma {\displaystyle P(x)} s x-osi. Za {\displaystyle s=2l+1} polinom se lokalno ponaša približno kao kubna funkcija u {\displaystyle (0,0)} pa se ni tada parnost broja presjeka grafa s x-osi ne mijenja. 
Dakle, vidimo da su broj pozitivnih korijena polinoma i broj promjena predznaka njegovih koeficijenata iste parnosti.
Sada pretpostavimo da je broj pozitivnih korijena {\displaystyle k} veći od broja promjena predznaka koeficijenata {\displaystyle m} polinoma {\displaystyle P(x).} Uočimo da je tada {\displaystyle k} barem za 2 veći od {\displaystyle m.}
No, {\displaystyle P'(x)} je polinom s nultočkama između svake dvije nultočke polinoma {\displaystyle P(x)} (slijedi iz Rolleovog teorema). 
To znači da je broj nultočaka polinoma {\displaystyle P'(x)} veći ili jednak {\displaystyle k-1.}
Uočimo još da su brojevi promjena predznaka polinoma {\displaystyle P(x),P'(x)} jednaki (to slijedi iz pravila za derivaciju polinoma)
Zbog toga slijedi da je broj nultočaka polinoma {\displaystyle k} veći točno za 1 od {\displaystyle m} što nije moguće jer 1 nije paran broj.
Prema tome, pretpostavka je pogrešna pa je {\displaystyle k\leq m,} što je i trebalo pokazati.